# Recueil des Croniques et Anchiennes Istories de la Grant Bretaigne, à présent nommé Engleterre

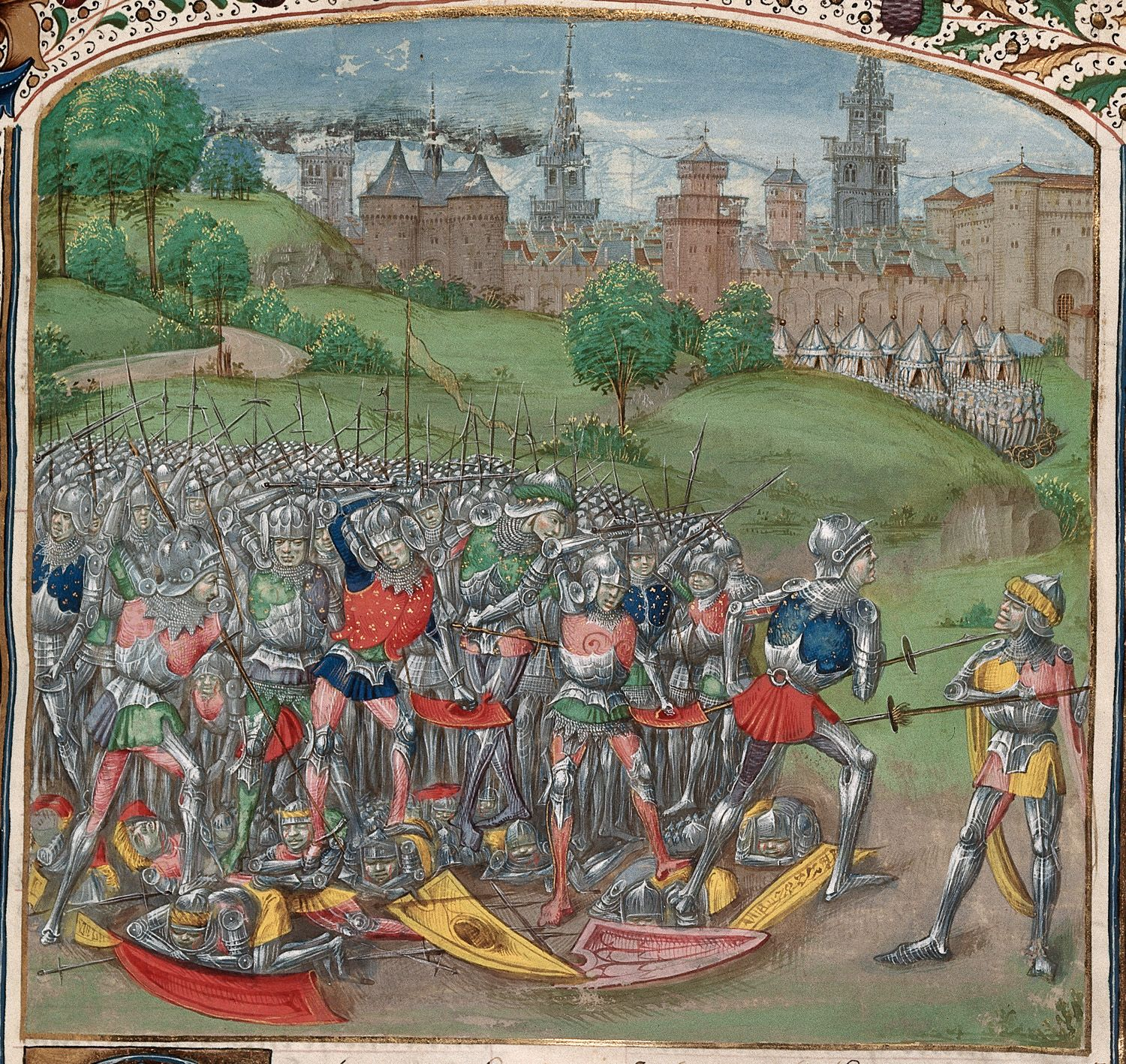
La mort d'Hengist, miniature du Maître du Wavrin de Londres tirée d'un manuscrit de la Chronique d'Angleterre, vers 1475, British Library.

Le Recueil des Croniques et Anchiennes Istories de la Grant Bretaigne, à présent nommé Engleterre, est une chronique écrite par Jean de Wavrin, chevalier et écrivain du XVe siècle. Écrites en moyen français, elles ont pour ambition de dresser une histoire de l’Angleterre, royaume dont Wavrin déplore qu’il n’a pas d’histoire à l’époque où il écrit. Ce projet lui a été insufflé par son neveu, Waleran de Wavrin, lieutenant et capitaine général de la flotte du duc de Bourgogne à Constantinople. Ce fut l'œuvre de la toute fin de sa vie, puisqu’elle s’arrête à la date approximative de la mort de son auteur.

## Composition et résumé
Les Chroniques sont composées de six volumes qui déroulent l’histoire anglaise de ses origines à 1471. On pense que les quatre premiers volumes ont été pensés à partir de 1446, date à laquelle Waleran de Wavrin revient de Constantinople. La première mise en forme daterait de 1455. Les deux volumes suivants furent rajoutés un à un, mais la question de la date est très délicate. On sait seulement que le dernier racontait des événements contemporains de l’époque de l’écriture, et l’on pense qu’il a été terminé vers 1472, date vers laquelle Wavrin meurt.

### Volume I
Contrairement à la plupart des chroniques médiévales, les Chroniques de Wavrin ne commencent pas avec un récit de la Genèse, mais des origines moins lointaines, puisqu'il s'agit du récit de la découverte de l'île de Bretagne. Wavrin reprend là plusieurs éléments d'origine différente, puisqu'il cite la légende d'Albine, la fille d'un roi légendaire des Perses, qui aurait fui son père tyrannique avec ses sœurs et aurait échoué sur cette île. Elle y aurait été conquise par Brutus, le fils (ou le neveu selon les versions) d'Ascagne (le fils d'Énée), qui y aurait fondé un premier royaume, lui donnant le nom de Bretagne. Leur premier fils aurait été Englist, qui aurait donné le nom d'Angleterre. 
Le volume I continue cette histoire légendaire de l'île en empruntant aux histoires les plus courantes, celles de la légende bretonne, qui se termine par le cycle arthurien. Les grandes figures du roi Arthur et de Merlin jouent un rôle très important, notamment ce dernier qui établit de nombreuses prophéties appelées à se réaliser tout au long de la chronique. D'autres figures comme le roi Constant de Bretagne et son neveu Vortigern font le lien entre cette Angleterre bretonne et la conquête saxonne, sur laquelle se termine le troisième livre de ce volume.
Le volume déroule ensuite les règnes de tous les rois d'Angleterre jusqu'à Édouard III, en scandant surtout les règnes marquants. Le livre IV fait donc l'histoire des rois saxons, et doit encore beaucoup au légendaire pour cette ère. Viennent ensuite les deux événements marquants de la fin de la période saxonne : le règne d'Édouard le Confesseur, puis la conquête par Guillaume de Normandie. Les deux derniers livres du volume vont très vite sur les éléments saillants d'histoire anglaise médiévale jusqu'au début du XIVe siècle. La dynastie normande et sa chute lors de la période appelée Anarchie sont relatées, puis les premiers Plantagenêts sont décrits, avec une insistance particulière sur Jean sans Peur. Édouard Ier, le prototype du bon roi, bénéficie d'une notice très détaillée, notamment dans ses guerres contre le Pays de Galles et l'Écosse, avant de passer au règne de son fils, qui subit la honte de perdre contre les Écossais. Le volume se termine sur la déposition d'Édouard II et l'avènement de son fils, Édouard III.

### Volume II
Le premier volume est très vite passé sur plus de deux mille ans d'histoire anglaise. Le deuxième volume ralentit considérablement le rythme, puisque Wavrin dispose de bien plus d'informations. Ce volume est en fait consacré au règne d'Édouard III, et s'arrête donc en 1377. Ce roi a eu un règne particulièrement long et rempli, puisqu'il a mené la première partie de la Guerre de Cent Ans, une guerre à laquelle Wavrin a pris part au siècle suivant. Le début du volume est centré sur les opérations flamandes d'Édouard, et notamment la victoire de l'Écluse. Wavrin, qui dispose de sources beaucoup plus fournies, et peut-être même de témoignages de première main, s'étend sur la guerre de succession en Bretagne, et les grandes défaites des rois de France Philippe VI, à Crécy, et Jean le Bon, à Poitiers. 
Le récit restant chronologique, Wavrin continue son récit sur les périodes plus calmes de la fin du XIVe siècle, qui sont surtout marquées par des chevauchées anglaises, et des guerres annexes en Castille par exemple. Il s'étend ensuite sur les débuts des opérations de reconquête, menées par le duo Charles V et son connétable Bertrand du Guesclin, dont il est longuement question. La mort du Prince Noir et celle de son père Édouard III terminent ce volume.

### Volume III
Le volume III reste plus centré sur la guerre de Cent Ans que sur l'histoire anglaise proprement dite, même s'il s'ouvre sur l'accession au trône de Richard II dans des conditions difficiles. Très rapidement, il n'est question de la guerre qui reprend en Flandres, avec la rébellion des Gantois contre leur duc Philippe, alors que l'alliance entre la France et l'Écosse fait peur aux barons anglais, qui craignent une attaque sur deux fronts. 
La seconde partie du volume est largement consacrée à la grande préparation de Charles VI d'un débarquement en Angleterre, une opération que son oncle Jean de Berry fait finalement annuler par son refus d'y apporter son concours. En parallèle, les aventures portugaises de Jean de Gand, prétendant au trône de Castille, sont également relatées. Enfin, le volume se termine sur les suites de la guerre de Succession de Bretagne, et notamment les opérations d'Olivier de Clisson, connétable de France.

### Volume IV
Le volume IV revient à des événements spécifiquement anglais, ce qui s'explique par l'interruption de la guerre avec la France, et le début des problèmes de succession en Angleterre. Le début du volume s'étend encore sur les guerres de Jean de Gand en Castille, et sur la folie soudaine de Charles VI, mais très vite, les problèmes que rencontrent Richard II en Angleterre retiennent l'attention de Wavrin. Ce sont tout d'abord les révoltes, notamment du comte d'Arundel, partisan de la guerre contre la France. Deux ans plus tard, Richard II est déposé, et un très long passage est consacré à ce moment fondateur de l'histoire de la dynastie Plantagenêt.  
La dernière partie du volume raconte l'accession au trône d'Henri de Bolingbroke, duc de Lancastre, et la lutte qu'il mène pendant tout son règne contre les rébellions des Percy sur les marches septentrionales de son royaume, et contre Owen Glendower au Pays de Galles. Le volume se termine sur sa mort, et l'accession au trône de Henri V.  

### Volume V
Le volume V est largement consacré à la geste de Henri V, l'un des rois les plus glorieux de l'histoire d'Angleterre. Ses grandes victoires, et notamment Azincourt, sont racontées dans le détail, ce qui peut notamment s'expliquer par le fait que Jean de Wavrin y a lui-même combattu. Les conquêtes anglaises qui suivirent la bataille, celle de la Normandie puis de tous les territoires au Nord de la Loire sont ensuite déclinées, jusqu'au traité de Troyes, assorti du mariage de Henri V avec Catherine de France. Au-delà de la mort d'Henri V en 1422 se poursuivent ces conquêtes, maintenant sous le commandement de son frère Bedford, qui remporte la victoire de Verneuil. 
La seconde partie du volume est consacrée au renversement inattendu de situation, grâce à Jeanne d'Arc, qui redonne foi en la cause française avec la levée du siège d'Orléans en 1429 et le sacre de Charles VII, le « gentil dauphin », à Reims, la même année. Le volume se termine sur l'enchaînement de défaites anglaises, la reprise de Paris en 1437. Les derniers chapitres montrent le changement de commandement de la Normandie anglaise, qui passe du duc d'York au duc de Somerset, l'un des événements considérés comme fondateurs de la rancune entre les deux hommes.

### Volume VI
Le volume VI, divisé en six parties, raconte les événements dans trois aires géographiques principales : l’Angleterre, la France-Bourgogne, l’Empire ottoman et ses conquêtes. Il commence en 1447, et peut donc couvrir la fin de la guerre de Cent Ans, avec notamment la reprise de la Normandie et de l'Aquitaine par Charles VII en quatre ans. 
Mais l’épisode majeur de ce livre est la narration de deux guerres parallèles : la guerre des Deux Roses en Angleterre et la guerre entre Louis XI et Charles de Bourgogne en France-Bourgogne. Ces deux guerres sont montrées d’un point de vue bourguignon, ce qui permet de mettre en valeur les interconnexions entre les deux pays et les conflits d’intérêts, mais cela permet aussi de comprendre la partialité que Wavrin montre envers le parti des York en Angleterre et envers son seigneur Charles sur le continent. Les événements sont brusquement interrompus en 1471, alors qu’Édouard IV vient de reconquérir le trône d’Angleterre, et que Louis XI et Charles de Bourgogne sont toujours opposés l’un à l’autre.
En plus de ces deux guerres parallèles, on trouve un récit très détaillé des campagnes menées par les Turcs en Europe orientale, un sujet qui touche Wavrin personnellement puisque son neveu a participé à ces guerres, et que la cour bourguignonne a plusieurs résonné des projets de croisades montés par Philippe le Bon.

## L’écriture de Wavrin

### Les sources
L'écriture d'une chronique qui couvre une si grande période suppose des connaissances très approfondies. Cela n'est pas si difficile pour les événements dont l'auteur est contemporain, c'est-à-dire ceux du XVe siècle. Mais la connaissance de l'histoire de l'Angleterre depuis ses origines ne peut être acquise que par la lecture. Pour composer sa chroniques, Jean de Wavrin a très certainement consulté les travaux de chroniqueurs antérieurs. On le sait grand bibliophile et disposant d'une très grande collection. Les récits légendaires, notamment ceux de Brutus de Bretagne sont largement tirés de Geoffroy de Monmouth et de son Historia Regum Britanniae, qui étudie longuement la fondation du royaume et la légende arthurienne. L'histoire saxonne est elle puisée à un autre grand auteur du début du Moyen Âge, Bède le Vénérable. 
Les événements de la guerre de Cent Ans sont connus de Jean de Wavrin, mais il s'est aidé des Chroniques de Jean Froissart, la chronique la plus complète sur la guerre au XIVe siècle. Jean de Wavrin écrit également dans une atmosphère très particulière, celle de la cour de Bourgogne, où la production historique est foisonnante, notamment grâce au mécénat très actif de Philippe le Bon, qui est la figure du prince idéal pour tous ces chroniqueurs. Les liens avec les chroniques de Georges Chastelain, Enguerrand de Monstrelet et Mathieu d'Escouchy par exemple sont donc très importants.
Enfin, il ne faut pas non plus mettre de côté les apports personnels de Jean de Wavrin, qui a été un véritable acteur de la guerre de Cent Ans dans les armées françaises et bourguignonnes, prenant part à des batailles, parfois même sous l'étendard anglais (du temps où les Bourguignons étaient alliés). Il a donc puisé dans sa propre expérience, et sur le témoignage de personnes qui se trouvaient sur place. Pour son récit de la guerre des Deux Roses, ont suspecte une connexion proche des cercles dirigeants de la dynastie des York, peut-être Anthony Woodville, le frère de la reine Élisabeth. 

### L’anglophilie de Jean de Wavrin
La chronique de Jean de Wavrin est très particulière dans l'horizon médiéval, notamment à cause de son sujet. On ne sait pas trop pourquoi il a décidé d'écrire sur le royaume de d'Angleterre, et la justification qu'il donne, qui est l'inspiration que lui aurait donné son neveu, semble une bien maigre raison pour se lancer dans un projet de si grande ampleur, et de conter l'histoire d'un royaume plus ou moins ennemi, et de tout façon étranger. Bien entendu, l'alliance entre le duc son maître et le royaume d'Angleterre sous les Lancastre, puis sous les York, a dû jouer. 
Toutefois, il a été démontré par plusieurs travaux que Jean de Wavrin était un authentique anglophile, et notamment à travers sa fréquentation de personnages et de textes anglais. On sait par exemple qu'une rencontre entre lui et Anthony Woodville, un autre bibliophile, est très probable, et que les relations entre les deux hommes se sont certainement développées. On peut même penser que Jean de Wavrin a pu présenter le début de ses travaux au roi Édouard IV en personne, lorsque celui-ci se trouvait en exil forcé dans les Flandres en 1470, accueilli par Louis de Gruuthuse, un autre bibliophile proche de Jean de Wavrin. On pense par ailleurs que ces relations ont permis à Jean de Wavrin de disposer de documents écrits par des proches de la chancellerie des York, et qui l'ont aidé à écrire la dernière partie de son œuvre,.

### Les versions existantes
Il existe deux manuscrits partiels des Chroniques, un comprenant les volumes I à III, conservé à la Koninklijke Bibliotheek de La Haye, et l'autre, qui ne contient que le volume II, à la Bodleian Library d'Oxford.
Il existe également deux éditions du XIXe siècle. L'édition française est due à Mlle Dupont, et date de 1863. Elle est composée de textes choisis, ce qui veut dire qu'elle contient la table de tous les chapitres, mais qu'il n'y a que quelques parties de l'œuvre qui sont reproduites in extenso. Ainsi, il n'y a que quelques chapitres du volume I qui sont reproduits, aucun des volumes II et III, quelques chapitres de la fin du volume IV. Les volumes V et VI sont quasiment complètement restitués. 
La deuxième édition est due à Edward Hardy, et date de 1891. Elle est composée des trois premiers livres du premier volume, des deux derniers livres du quatrième volume, et des deux derniers volumes complets. Ces deux éditions sont disponibles en ligne. 

### Études critiques
Les commentateurs de Jean de Wavrin sont curieusement assez peu nombreux comparé à la production impressionnante réalisée sur les autres grands chroniqueurs de l'époque, comme Georges Chastelain ou Philippe de Commynes. Parmi une liste non exhaustive, et que l'on complétera avec les références utilisées pour l'article lui-même, on peut citer : 
- Naber, Antoinette, « Les goûts littéraires d'un bibliophile de la cour de Bourgogne », Courtly Literature: Culture and Context, éd. Keith Busby et Erik Cooper, Amsterdam et Philadelphia, Benjamins, 1990, p. 459-464.
- Zingel, Michael, Frankreich, das Reich und Burgund im Urteil der burgundischen Historiographie des 15. Jahrhunderts, Sigmaringen, Thorbecke (Vorträge und Forschungen, Konstanzer Arbeitskreis für mittelalterliche Geschichte, Sonderband 40), 1995.
- Le Brusque, G., « Burgundian knights in the Levant: Walleran de Wavrin's expedition against the Ottoman Turks (1444-1446) in the Anchiennes Cronicques d'Engleterre by Jean de Wavrin », Le Moyen Âge, 106:2, 2000, p. 255-275.
- Visser-Fuchs, Livia, « Warwick, by himself: Richard Neville, earl of Warwick, "The Kingmaker," in the Recueil des croniques d'Engleterre of Jean de Wavrin », Publication du Centre européen d'études bourguignonnes (XIVe-XVIes.), 41, 2001, p. 145-156.
- Visser-Fuchs L, Warwick and Wavrin. Two case studies on the literary background and propaganda of Anglo-Burgundian relations in the Yorkist period, Londres, University College, 2002.
- Kennedy, Donald, « Arthurian history: the chronicle of Jehan de Waurin », Arthur of the French, éd. Glyn S. Burgess et Karen Pratt, Cardiff, University of Wales Press, 2006, p. 497-501